# Васа Псковска
Васа Псковска је руска православна светитељка из 15. века.
Била је супруга светог Јована неимара Псковско-Печерског манастира. Умрла је као монахиња око 1473. године, и сахрањена у Псково-Печерском манастиру.
Преосвећена Васа (која је у свету носила име Марија) била је пуна несебичности у име љубави према мужу, деци и ближњима.
После неког времена, мати Марија се разболела и замонашила се са именом Васа. Према Летопису манастира, била је прва особа у историји Псковско-печерског манастира која је тамо попримила монашки лик. Над њом се догодило прво чудо у овом манастиру на самом почетку његовог оснивања. Када је монахиња Васа умрла, припремљен јој је гроб у пећини. Према њеном житију, „следеће ноћи након што је монахиња сахрањена, њен ковчег је нека невидљива сила извукла из земље. Духовник оца Јована и Васе, мислећи да им је нешто промакло у погребном појању, по други пут је извршио ово појање над покојницом и, након молитве за допуштење, спустио је назад у исти гроб. Али ноћ касније, Васин ковчег се поново нашао на врху гроба. После тога Јован остави њен ковчег незакопан и стави га на леву страну, на улаз у пећину, ископавши у зиду само посуду која му је била потребна”. (Прворазредни Псковско-Печерски манастир. Острво, 1893, стр. 7-8).
Приликом једног од напада Ливонаца на Псковско-печерски манастир, један смели витез се усудио да оскрнави свети гроб са моштима светитеља. Покушао је мачем да отвори поклопац ковчега, али га је изненада погодила Божанска ватра која је избијала изнутра. На десној страни ковчега био је траг пламена, мирисао и испуштао диван миомирис до данас.
Мошти преподобне Васе преподобног Јоне почивају у пећинама поред моштију преподобног старца Марка и монаха Јоне.
Православна црква прославља свету Васу 18. (31.) марта.